# 貝の家

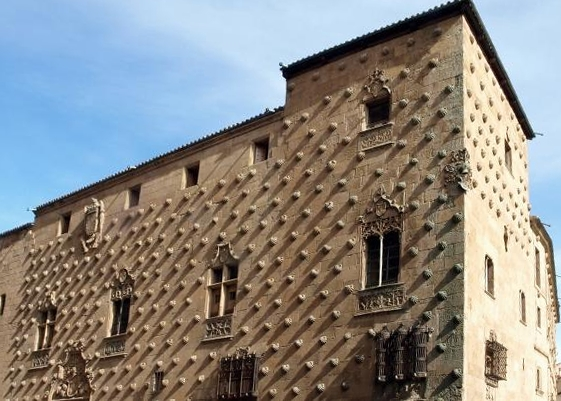
貝の家の外観

貝の家 (かいのいえ、Casa de las Conchas) は、スペイン・サラマンカ大学にあり、ゴシック様式にルネサンス装飾を施し、プラトレスコク様式を備えた古い邸宅である。内部には直線と曲線の混合アーチのあるパティオ、階段、格天井がある。世界遺産「サラマンカの旧市街」の構成遺産になっている。

## 様式と年表
後期ゴシック様式で、スペイン・ルネサンス建築様式にプラテレスコ様式が組み合わされている。1493年から建設が始まり、1517年に竣工した。 1701年頃に、家は改修、拡張され、ルア通りに面したファサードが造形された。それは後に大学関係者の獄舎、つまりはサラマンカ大学の牢舎になった。 1929年にスペインの国宝に指定された。 貝の家は、1967年にサラマンカ市に譲渡された。市とサンタ・コロマ伯爵エンリケ・デ・ケラルト・イ・ヒル・デルガドとの間に賃貸契約が交わされたが、その内容は、1年に金の硬貨1ペセタで、99年間賃貸するというものだった。1970年に契約を文化省に委任することが承認され、賃貸は継続した。 1993年以降、貝の家は長期間の修復を経た後、公立図書館として利用されている。 1997年、貝の家の所有者であるサンタ・コロマ伯爵エンリケ・デ・ケラルト・イ・チャバリは、税金の支払いの為に、この家をアンダルシア政府に譲渡した。 2005年、アンダルシア政府は現在の所有者である国と交渉の末、貝の家を国有の別の建物と交換した。

## 歴史的事実

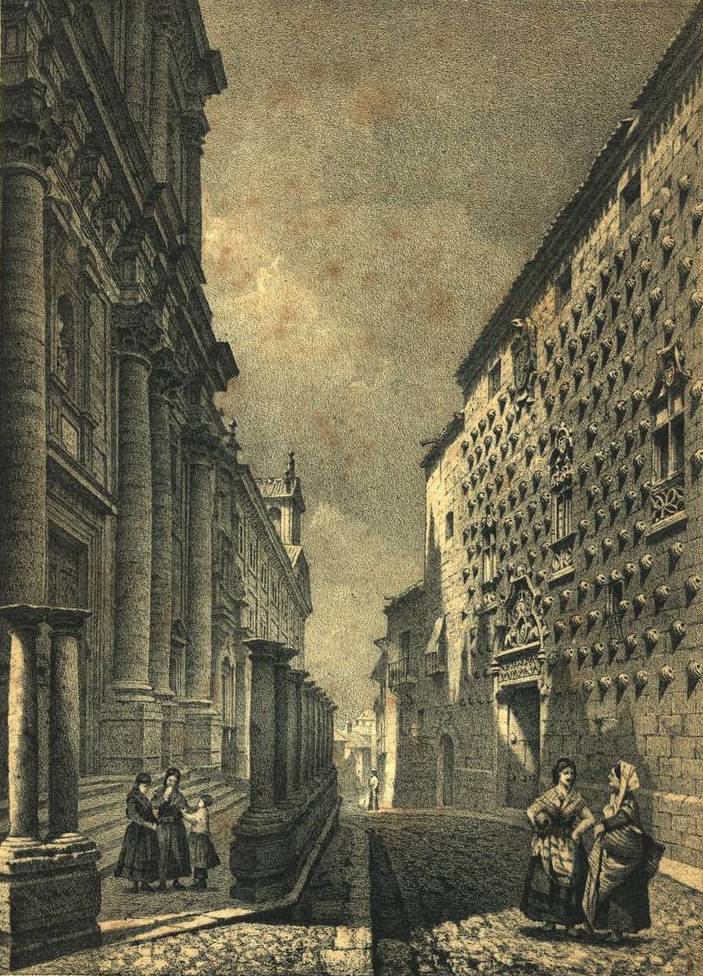
フランシスコ・ハビエル・パルセリサによって描かれた貝の家（思い出とスペインの美）

貝の家は、16世紀に新しく登場した宮廷貴族の代表的都市型豪邸である。この建物は、サンティアゴ騎士団の騎士で、大学の法学教授であった、ロドリゴ・マルドナド・デ・タラベラの下命によって建てられた。彼は、大学の学長も務め、カスティーリャ王立評議会のメンバーでもあった。彼の後援の下、タラベラ礼拝堂やサラマンカ旧大聖堂が建てられた。
ロドリゴが亡くなった年に、彼の息子のロドリゴ・アリアス・マルドナドが貝の家を完成させた。ロドリゴ・アリアス・マルドナドはその年にベナベンテ公爵の姪であるフアナ・デ・ピメンテルと結婚した。彼らの息子は、反王権の反乱者集団のリーダーだったペドロ・マルドナド・ピメンテルである。

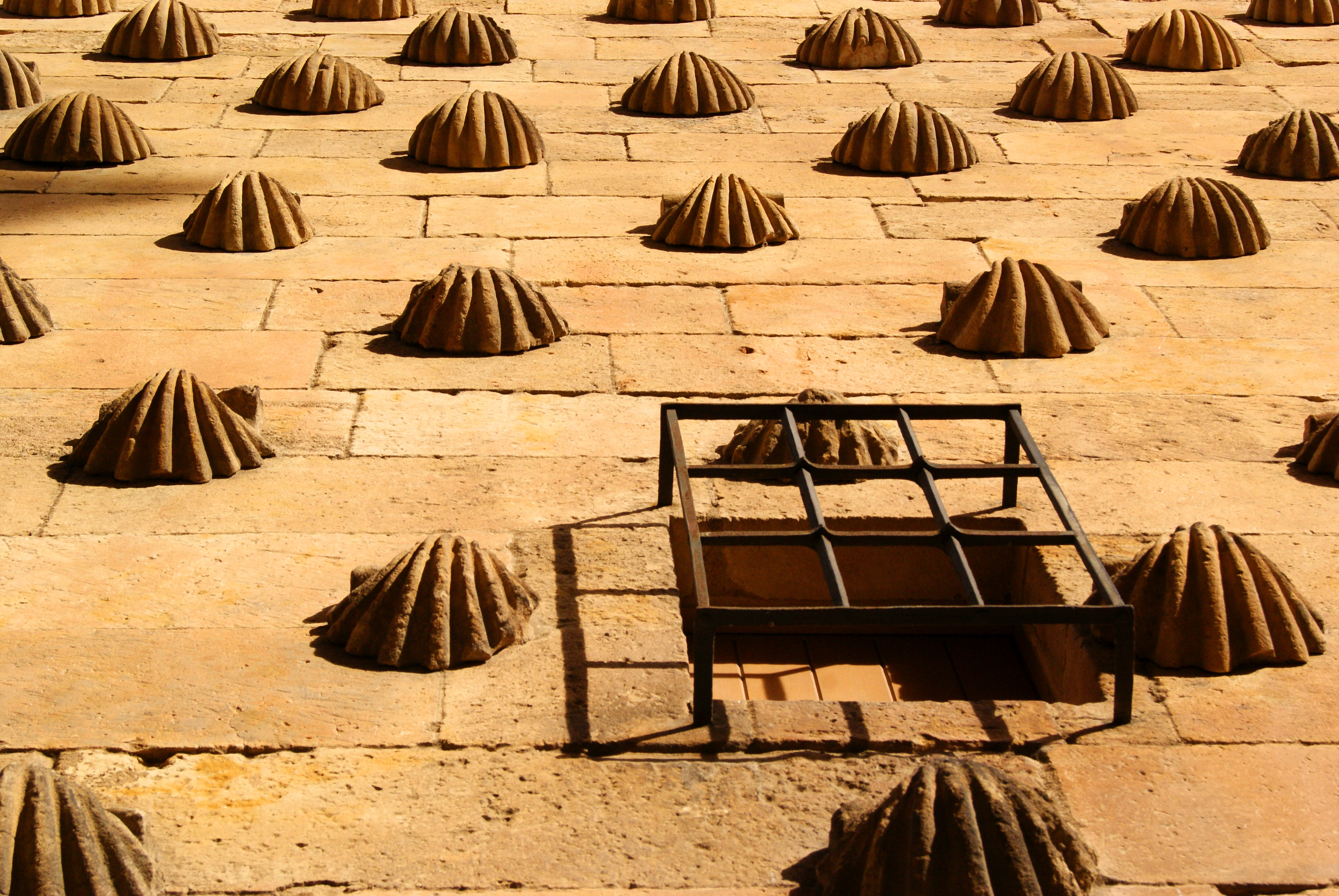
ファサードの貝の写真

カトリック両王によって君主制は強固なものとなり、権力争いが終わった。この出来事は、社会的、政治的に大きな変化をもたらした。宮廷貴族が現れ、彼らは王に忠誠を誓い官僚化された。更に社会的、経済的に特権を与えられ、富や地位を得た。イタリアとコネクションのあった宮廷貴族によって、ルネサンスがもたらされた。その影響が芸術と美学の嗜好に表れている。
貴族間の闘争の終焉とイスラム教徒の決定的な敗北は、平和な時代をもたらした。貴族は戦争が無くなると城を出て、安全になった都市に戻り、都市再生を始めた。一般の建築物も増えたが、街の中心部には貴族の邸宅が際立ち、彼らは自ら権力を示した。その中には、中世の古城を彷彿とさせるものがある。街の他の建物を見下ろすように誇らしげにそびえ立つ高い塔と、銃眼胸壁を想起させる鋸壁である。外壁と内壁は、所有者である貴族の紋章とシンボルで飾られ、それによって貴族は自分の地位を市民に誇示している。
サラマンカも、思想・文学の再生運動であるルネサンスの影響を大きく受けている。ルネサンス様式の建築物の代表例の1つが「貝の家」である。

## 建築様式

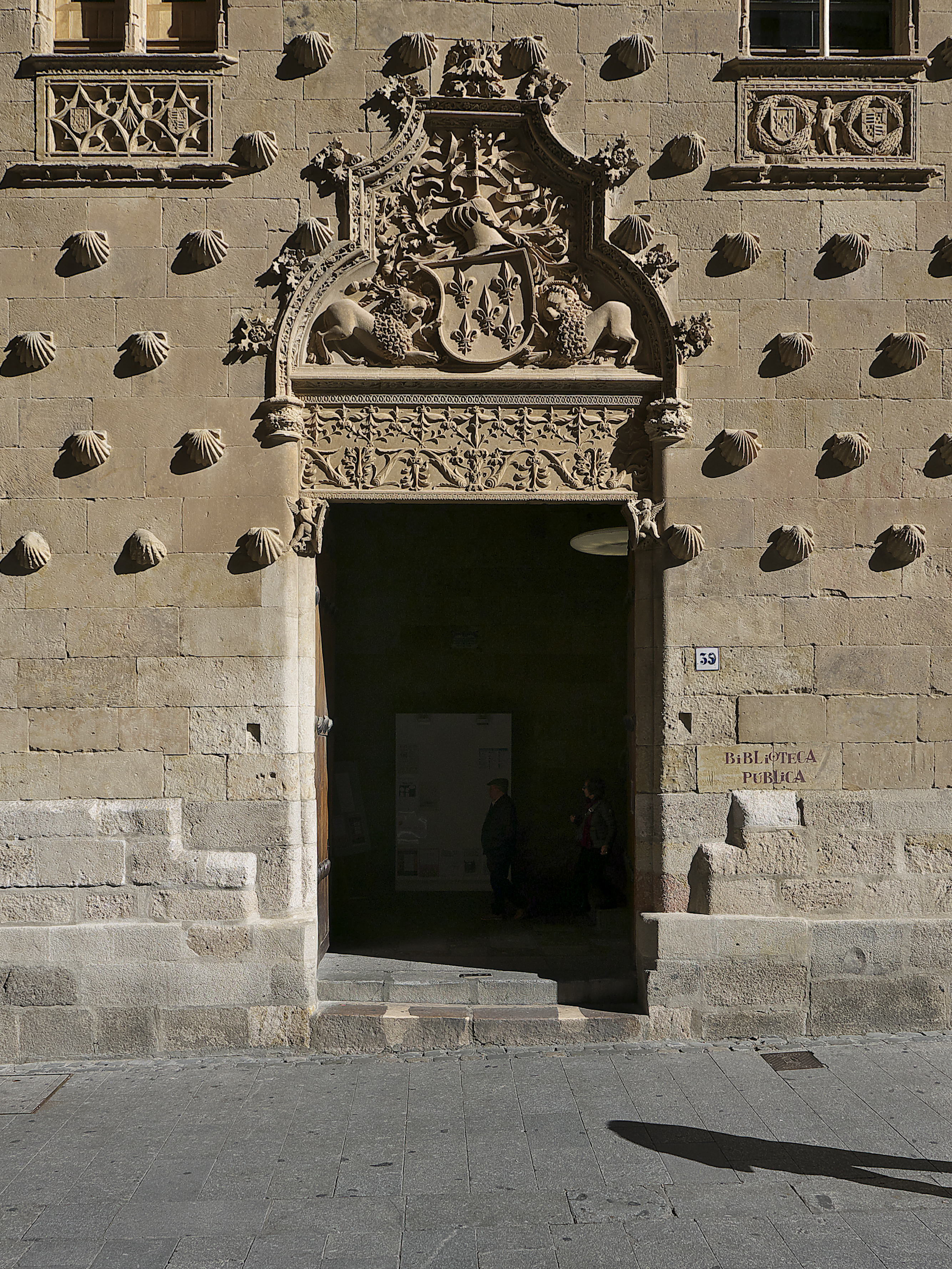
Blasón de los Maldonado enmarcado por molduras de líneas curvas y rectas.

貝の家は、ゴシック、ルネサンス、ムデハルの要素を組み合わせた独特な建物である。最も注目にあたいするのは、300を超える貝殻と、複数の盾形紋章で装飾されたファサードだ。外壁の装飾が重んじられるのは、ルネサンス様式の特徴の1つだ。この当時の都市邸宅のファサードはダイヤモンド型などの突起物で装飾されている。貝の家の独創性は、使われているモチーフだけでなく、ムデハル様式の伝統に従い、貝殻を千鳥状に配置していることだ。 1701年頃、建物はルア通りに向かって拡張された。

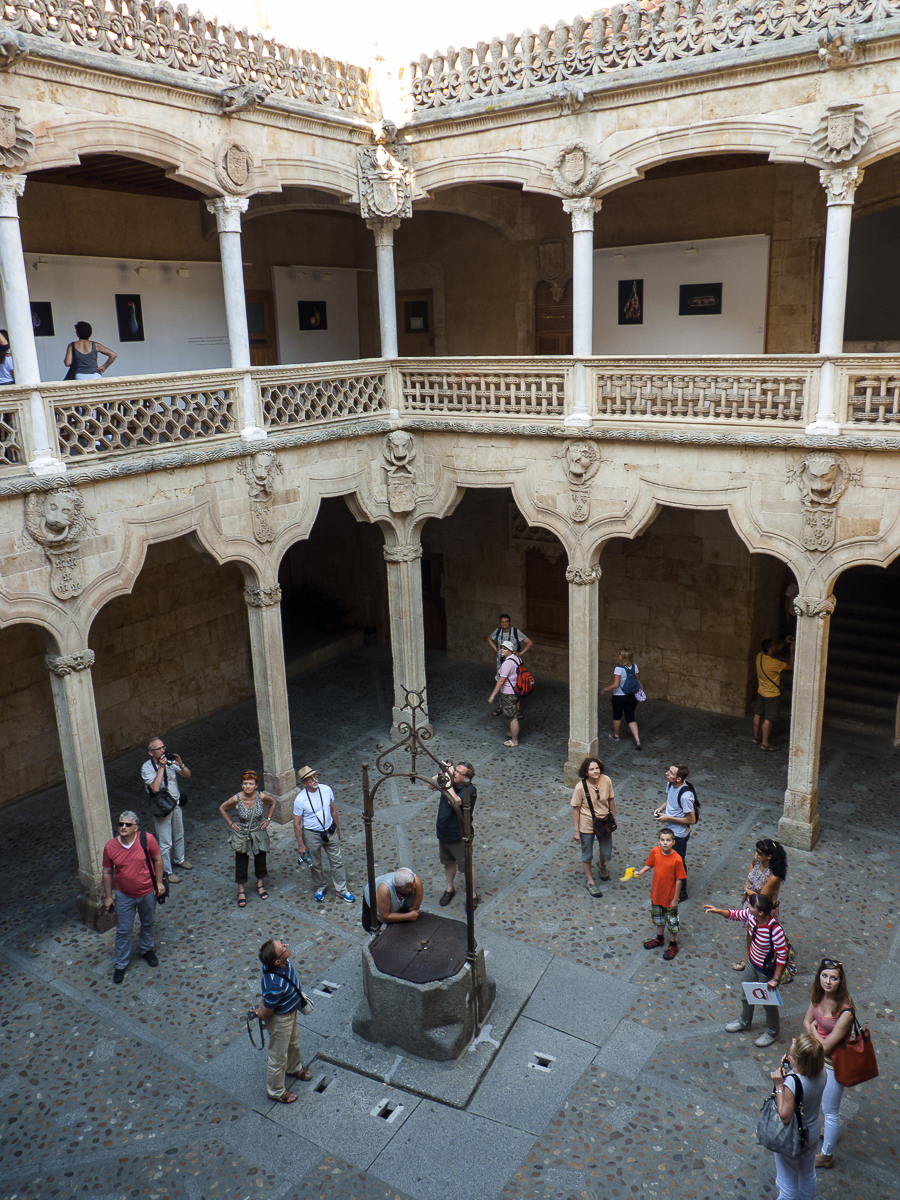
中庭

メインファサードで一際目立つのは、2つの装飾が施されたリンテル構造の入り口だ。戸口の上部には曲線と直線で縁取られたマルドナド家の紋章がある。また、ルネサンスでは愛のシンボルとされるイルカや植物のモチーフが窓の下部にある。また、ゴシック様式の4つの大きな窓は、美しさと多様さを示している。同じデザインのものはなく、この不均整さはゴシック様式の特徴とも言える。最後に、街に堂々とそびえ立つ威厳ある塔についてだ。塔は、貴族が街の住人に対して権力を示すものでもあった。まさにその為、カルロス1世は、マルドナルド家の懲罰として、威厳を象徴する塔の2/3を切り落とした。さらに、コムネロスの反乱の指導者だったマルドナド家出身のフランシスコ・マルドナドは、ビジャラルの戦いの後処刑された。そして、ペドロ・マルドナド・ピメンタルは1522年に処刑された。
建物の内部には中世、ムデハル、ルネサンスの要素が融合した中庭がある。おおよその寸法は縦18.80×横16.80 m²である。 1階で際立つのは、サラマンカの典型的な混合アーチだ。上階の混合アーチは、カッラーラ産の白大理石の柱に支えられている。その柱頭は月桂冠が彫られている。バルコニーの手すりは、明らかにムデハル様式の影響を受けたもので、ハニカム構造で装飾されている。最後に、屋根の端は、ユリの花の装飾で覆われており、ガーゴイルがある。上層階と下層階を支える柱には、両家の紋章が装飾として使われている。中庭中央には、当時、飲み水を汲み出す為に使われていた井戸がある。
最後に、貝の家にある階段についてだ。階段は、家のプライバシーを守るという地中海（ローマ人とイスラム教徒）の伝統に倣い、玄関ホールの目の前に設置されてない。階段の最初の踊り場では、ピメンテルの盾形紋章を持った犬の彫刻が出迎える。 次は、マルドナドの盾形紋章を持ったライオンの彫刻がある。最後の踊り場の部分は、ピメンテルとマルドナドの結合紋章が飾られている。

## その他の芸術的要素
貝の家で見どころの一つは、外壁の鉄格子と、建物内の格天井だ。鉄格子は、スペイン・ゴシック期を代表のするもので、サラマンカ出身の名工によって冷間加工された。鉄格子の機能は、装飾だけではなく、家の住民のプライバシーとセキュリティを保護している。
建物内の2階にある格天井は、正方形を囲む八角形のモチーフで形成されている。これらのモチーフはすべて、白、青、金色で色彩豊かに装飾されている。八角形は、植物のモチーフで装飾されている。一方、正方形の内側は四つ葉の装飾が施されている。

## 骨董品と伝説

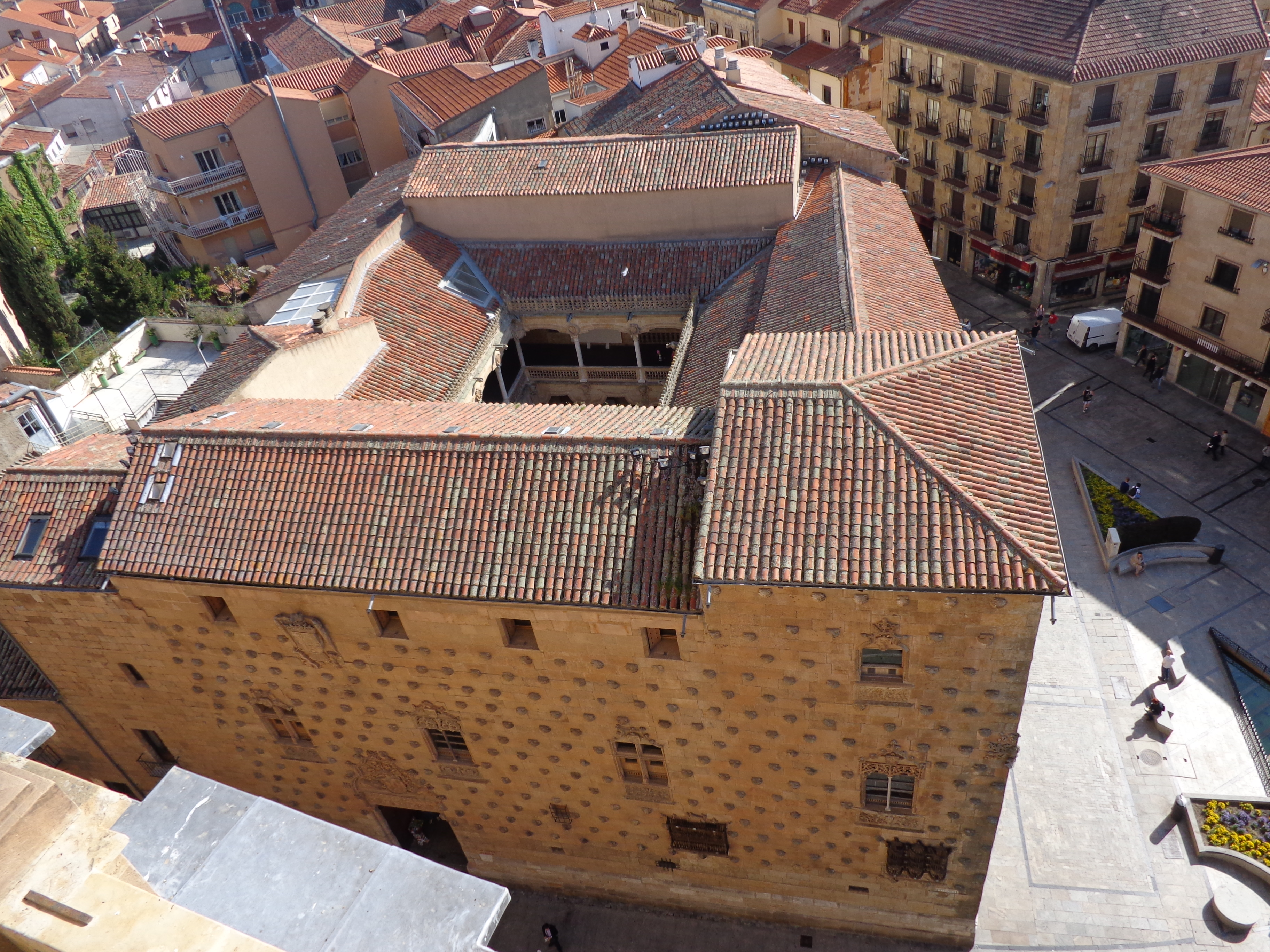
ラ・クレレシアから見た貝の家

おそらく、より多くの論争を引き起こしているものは、なぜホタテ貝の装飾をしたかだ。この理由は、騎士団に関連しているとされている。他の理由は、沢山のホタテ貝は、ロドリゴ・マルドナドの息子であるロドリゴ・アリアスが、彼の妻に対する愛を表すためと言われている。ピメンテル家の紋章は、赤と黄の横線とホタテ貝がデザインされている。この紋章は窓の下に見ることが出来る。これらは、16世紀にロドリゴ・アリアスによって行われた修復の際、後で追加された可能性がある。貝は切り石に直接彫られたものではなく、鉄の鉤の手を使用して外壁に取り付けられている。この手法は、外壁に刻むよりも構造的に合理的だが、妻への愛と敬意を示す為に、貝を後付けしたと考えられる根拠になっている。
その後、貝の家の地下室は、サラマンカ大学の学生が、教授達や執行部によって科された刑罰を受け、罪を償う場所になった。

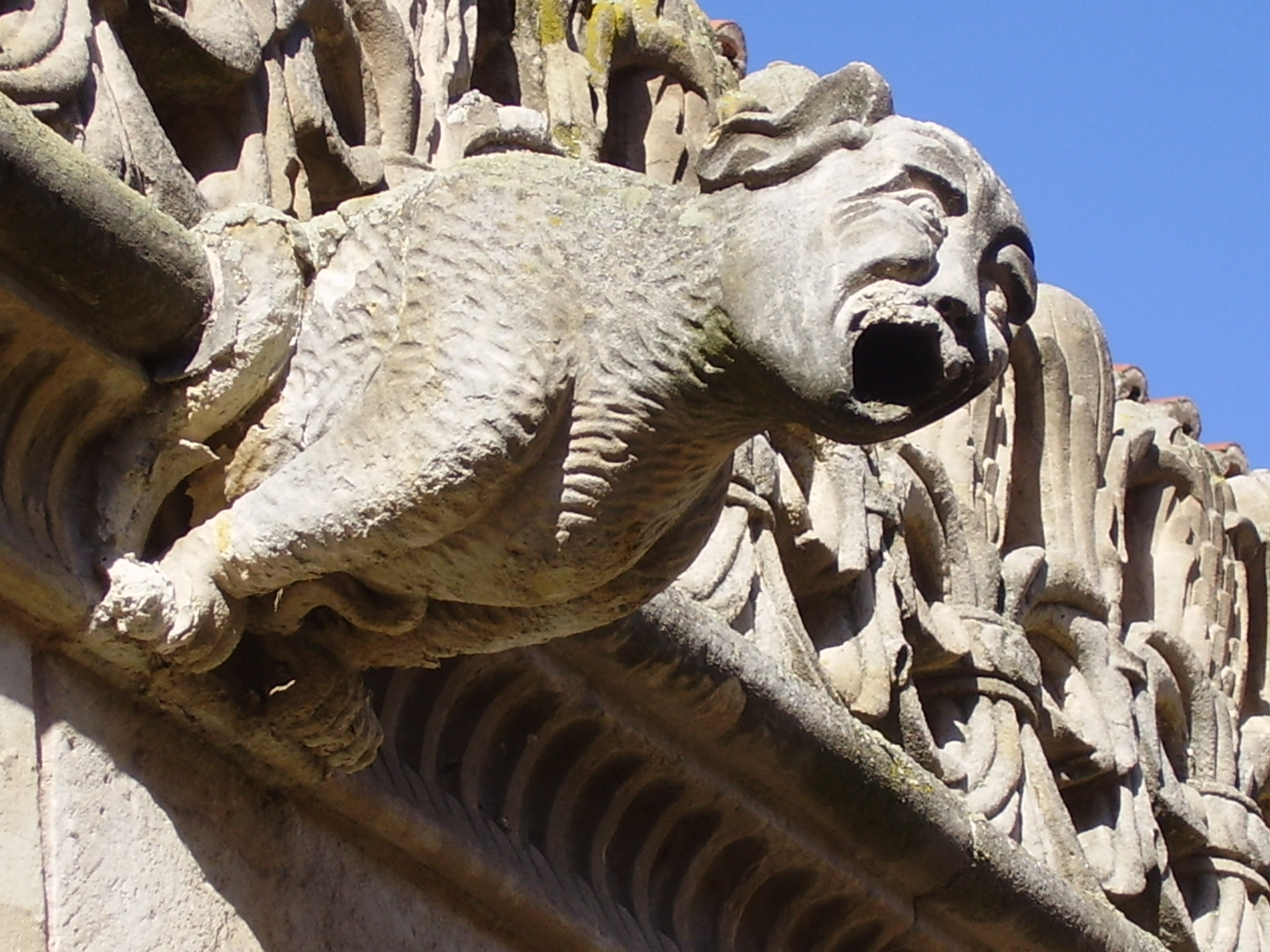
中庭のガーゴイル

入口のリンテルの上には、王権を象徴する杖を冠したマルドナド家の盾形紋章が見られる。伝説によるとユリは、マルドナド家の祖先であるアルダナが、ノルマンディー公との決闘で勝利した後、彼に手柄として与られたものである。フランス国王は、人質にされた息子を救うことを条件に、カペー朝のフルール・デ・リスをマルドナド家の紋章に使う許可を出した。その時に、フランス語で«cette fleur de plat est maldonnée»、スペイン語で言えば、≪Esta flor es mal donado....≫「この花にふさわしい譲渡先ではないが・・・」と言った。 フランス語を理解していなかったアルダナは、自分に「マルドナド」という名前を与えられたと解釈をして、その時から自分の苗字をマルドナドに変更した。
ファサードに付いている貝の1つに、1オンス金貨が隠されているという伝説がある。これは珍しいことではない。何故なら、建築物に幸運をもたらす為に、土台に金のコインを置くという風習があったからだ。
市民の間で広まっているもう1つの伝説は、建物を所有するマルドナド家が、ファサードを飾る貝の下に宝石を隠したというものだ。隠された宝石の量については文書で残っているが、どこに隠されているかは記されていない。宝物探しをしたい人は、事前に保証金として定められた金額を払わなければならない。もし宝物を見つけたら、保証金を取り戻し、宝を得られる。見つけられなかった場合は、保証金を失う。